# Georges Gillet

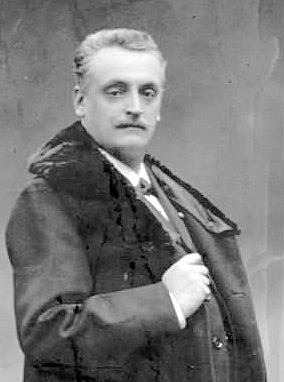
Georges Gillet

Georges-Vital-Victor Gillet (* 17. Mai 1854 in Louviers; † 8. Februar 1920 in Bessoncourt) war ein französischer Oboist, Musikpädagoge und Komponist. 

## Leben und Wirken
Gillet studierte ab 1866 am Conservatoire de Paris zunächst bei Félix Berthélémy, nach dessen Tod bei Charles Colin, einem Schüler von Gustave Vogt, und gewann 1869 den ersten Preis im Fach Oboe. Er war von 1872 bis 1874 Mitglied im Orchester des Théâtre-Italien und spielte von 1872 bis 1876 bei den Concerts Colonne. Von 1876 bis 1899 war er Mitglied des Societe des Concerts du Conservatoire und ab 1878 Mitglied des Orchesters der Opéra-Comique, dessen Solooboist er 1895 wurde.
Seit der Gründung 1879 war er Mitglied von Paul Taffanels Societe de Musique de Chambre pour Instruments a' Vent, mit der er bis Mitte der 1890er Jahre regelmäßige Konzerte gab, bei denen u. a. originale Bläserkompositionen von Händel, Mozart und Beethoven und Werke zeitgenössischer Komponisten wie Antonín Dvořák (1880) und Richard Strauss aufgeführt wurden. Benjamin Godard widmete Gillet seine Scenes Ecossaises. 1887 unternahm er mit Taffanal und Camille Saint-Saëns eine Konzertreise durch Russland.
Mit dem Orchester der Societe des Concerts du Conservatoire unter Leitung von Edouard Deldevez, Jules Garcin und Paul Taffanel spielte Gillet das klassische sinfonische Repertoire, außerdem auch Werke wie Liszts Les Preludes, die Ouvertüre zu Wagners Tristan und Isolde und trat mit Solisten wie Joseph Joachim, Eugène Ysaÿe sowie Pablo de Sarasate auf. Mehrfach spielte er Händels Oboenkonzert in g-Moll sowie das Oboenkonzert der Marie Félicie Clémence de Reiset.
1881 wurde Gillet jüngster Professor für Oboe in der Geschichte des Conservatoire und unterrichtete hier bis 1918. 
Nachhaltige Wirkung in den USA hatten Gillet-Schüler wie Georges Longy (Boston Symphony Orchestra), Alfred Barthel (Chicago Symphony Orchestra), Pierre Mathieu (New York Symphony Orchestra), Marcel Tabuteau (Metropolitan Opera Orchestra, später Philadelphia Orchentra und Cuitis Institute).
| Personendaten    | Personendaten                                     |
| ---------------- | ------------------------------------------------- |
| NAME             | Gillet, Georges                                   |
| ALTERNATIVNAMEN  | Gillet, Georges-Vital-Victor (vollständiger Name) |
| KURZBESCHREIBUNG | französischer Oboist, Musikpädagoge und Komponist |
| GEBURTSDATUM     | 17. Mai 1854                                      |
| GEBURTSORT       | Louviers                                          |
| STERBEDATUM      | 8. Februar 1920                                   |
| STERBEORT        | Bessoncourt                                       |